# Georgia Chara
Georgia Chara (1987, Geelong, Australia) es una actriz australiana.

## Carrera
En el 2009 apareció como invitada en un episodio de la segunda temporada de la serie Rush donde dio vida a una estudiante.
El 13 de agosto del 2013 se unió al elenco invitado de la popular serie australiana Home and Away donde interpretó a Jessica "Jess" Lockwood, una camarera con la que Heath Braxton termina teniendo relaciones y que más tarde va a la bahía para decirle a Heath que está esperando un hijo de él, hasta el 20 de marzo del mismo año después de que su personaje muriera luego de perder su batalla contra el cáncer.
En el 2014 se anunció que aparecería en la película de horror Before Dawn, donde compartirá créditos con los actores Marcus Graham, Samara Weaving y Nick Britton.
Ese mismo año apareció como personaje recurrente en la segunda temporada de la serie Wentworth donde interpretó a la nueva reclusa Jess Warner

## Filmografía

### Series de televisión
| Año         | Título                           | Personaje                 | Notas                         |
| ----------- | -------------------------------- | ------------------------- | ----------------------------- |
| 2015        | Footballer Wants a Wife          | Bella                     | 4 episodios                   |
| 2015        | Sammy J & Randy in Ricketts Lane | Wednesday                 | 6 episodios                   |
| 2015        | Neighbours                       | Indiana Crowe             | 2 episodios                   |
| 2014 - 2015 | Wentworth                        | Jess Warner               | 21 episodios                  |
| 2013, 2014  | Home and Away                    | Jessica Lockwood          | 8 episodios                   |
| 2013        | Mr & Mrs Murder                  | Jennifer Travers          | episodio "A Flare for Murder" |
| 2011        | Killing Time                     | Charlene                  | episodio # 1.3                |
| 2011        | Bed of Roses                     | Vendedora de la Bicicleta | episodio "Heartache"          |
| 2009        | Rush                             | Estudiante                | episodio # 2.15               |

### Películas
| Año  | Título               | Personaje | Notas                                                                |
| ---- | -------------------- | --------- | -------------------------------------------------------------------- |
| 2016 | Before Dawn          | Jess      | junto a Marcus Graham, Samara Weaving, William Emmons y Nick Britton |
| 2010 | Prelude to the Ninja | Erika     | corto - junto a Rob Baard                                            |